# Verdonnelle
Verdonelle
La Verdonnelle ou Verdonelle est une rivière et un affluent droit de la Dhuis, et un sous-affluent du fleuve la Seine, par le Surmelin et la Marne. Elle coule dans les départements de l'Aisne et de la Marne, en région Hauts de France et Grand-Est.

## Géographie
La Verdonnelle a une longueur de 26 km et fait partie du bassin de la Seine. 
Elle prend sa source sur la commune de Champaubert à 227 m d'altitude. Elle coule alors vers le nord-ouest et conflue avec la Dhuis sur la commune de Montigny-lès-Condé à 82 m d'altitude

### Communes et cantons traversés
La Verdonnelle traverse les neuf communes suivantes de Champaubert (source), La Chapelle-sous-Orbais, Fromentières, Janvilliers, Corrobert, Margny, Verdon, Vallées en Champagne, Montigny-lès-Condé (confluence).
Elle traverse donc les trois Canton de Dormans-Paysages de Champagne, canton de Sézanne-Brie et Champagne, canton d'Essômes-sur-Marne, dans les deux arrondissements arrondissement d'Épernay et arrondissement de Château-Thierry.

## Hydronyme
La Verdonnelle, affluent droit de la Dhuis à Montigny-lez-Condé, Aisne, passe à Verdon, Marne. En amont de ce village, le cours d'eau s'appelle d'abord « Ruisseau de la Fontaine-Noire », et à Margny, Marne, « rivière de Margny ». Celui du ruisseau est resté simple jusqu'à une époque récente : « ru de Verdon » en 1464 , « ru du Vuardon » en 1553, « rivière de Verdon » en 1832 (ibid., s. v. Verdonnelle), Auguste Matton, en 1871 (Dictionnaire topographique du département de l'Aisne, p.287) ne mentionne pas le diminutif.

## Toponymes
La Verdonnelle a donné son hydronyme à la commune de Verdon.

### Bassin versant
La Verdonnelle fait partie de la seule zone hydrographique F618 « La Dhuis de sa source au confluent du Surmelin (exclu) ».

### Organisme gestionnaire
L'organisme gestionnaire est le « syndicat mixte Marne et Surmelin » regroupé dans l'« union des syndicats d'aménagements et de gestion des milieux aquatiques »

## Affluents
La Verdonnelle a cinq affluents, de moins de trois kilomètres de long : 
- le Fossé 01 de la Fontaine Noire (rd[note 2]) 3 km sur les trois communes de La Caure (source), Champaubert (confluence), et La Chapelle-sous-Orbais.
- le Fossé 01 du Bailly (rg) 2 km qui prend sa source et conflue sur la même commune de Verdon, avec un affluent droit le Fossé 01 du Bois Gasco de un kilomètre de long sur la même commune de verdon.
- le Fossé 01 du Bois de Montifaux (rd) 2 km qui prend sa source et conflue sur la même commune de Margny.
- le Fossé 08 des Grands Prés (rd) 2 km qui prend sa source et conflue sur la même commune de Margny.
- le Fossé 01 de Pagnot (rg) 1 km qui prend sa source et conflue sur la même commune de Fromentières.

### Rang de Strahler
Son rang de Strahler est de trois par le Fossé 01 du Bailly et le Fossé 01 du Bois Gasco.

## Hydrologie
Son régime hydrologique est dit pluvial océanique.

### Climat de l'Aisne et de la Marne
Le bassin versant de la Verdonnelle possède un climat océanique typique du Nord de la France, avec des hivers relativement doux, des étés frais, et des précipitations bien réparties toute l'année.

## Aménagements et environnement

### Tourisme
Une randonnée dans la vallée de la Verdonnelle est déjà balisée

### Moulins
Sur la commune de Verdon, « trois moulins étaient alimentés par la Verdonnelle : le Moulin du Grand Fossé, le Moulin de la Buissonnerie et le Moulin du Vieux Chêne ».